# Coup d'État de la Garde blanche au Primorié
Guerre civile russe
Le coup d'État de la Garde blanche au Primorié (en russe : Белогвардейский переворот в Приморье) du 26 mai 1921 est un coup d'État mené par les Armées blanches à Vladivostok (oblast de Primorié), pendant la guerre civile russe. Alors que les bolcheviks sont au pouvoir depuis le 31 janvier 1920 au Primorié au travers de leur Zemstvo du Primorié dans ce qui était alors compris dans l'État tampon de la république d'Extrême-Orient, des généraux blancs se soulèvent pour les renverser. La chute des bolcheviks mène à la création du gouvernement provisoire de Priamour, centrée à Vladivostok, qui sera l'une des dernières entités de la guerre civile russe à tomber fin 1922.

## Contexte
Contrairement à la Russie européenne qui sombre dans la guerre civile russe dès la révolution d'Octobre en 1917, l'oblast de Primorié reste lui dans un premier temps à l'écart des combats. Néanmoins, chaque camp se renforce progressivement, avec d'une part les Gardes rouges et de l'autre côté les Armées blanches. En janvier 1918, Ivan Kalmykov est élu ataman des cosaques de l'Oussouri, une des principales forces militaires de toute la région qui se rangent du côté des blancs. Ce dernier entame des négociations avec les puissances alliées afin de négocier un soutien financier. Mais il est démis en mars 1918, et est remplacé par un partisan soviétique. Cependant, les alliées s'entendent sur l'intervention alliée en Russie, tandis qu'en mai 1918 les légions tchécoslovaques se révoltent le long du Transsibérien afin de fuir par Vladivostok le pays.
Le gouvernement provisoire Sibérien autonome prend pouvoir à Vladivostok par un coup le 29 juin 1918, et malgré quelques combats, ces Armées blanches s'imposent au Primorié. Dès le 1er août, l'intervention en Sibérie commence, avec Vladivostok comme point d'entrée. Le 3 novembre 1918, le GPSA devient le directoire, puis le 18 novembre, Alexandre Koltchatk prend le pouvoir dans toute la Sibérie. Au Primorié, les Blancs restent maîtres bien que les communistes se renforcent, même s'il faut noter la région était modérée par les forces japonaises (et dans une moindre mesure des autres alliées). Sergueï Lazo, Moïsseï Goubelman et d'autres fomentent au cours de 1919 un coup, qu'ils mettent à exécution le 31 janvier 1920, les bolcheviks prenant le pouvoir au Primorié. Ils proclament alors le Zemstvo du Primorié, autorité rejoignant en avril 1920 la république d'Extrême-Orient (FER), un État tampon entre la Russie soviétique et les forces japonaises. Mais avec l'incident de Nikolaïevsk entre mars et juin 1920, les forces japonaises reprennent le dessus et font arrêter en mai de nombreux communistes, dont Lazo, même s'ils laissent la république d'Extrême-Orient continuer à diriger.
C'est alors que les armées Blanches s'organisent pour préparer un coup. Ils tentent un premier dans la nuit du 31 mars 1921, après avoir constaté la faiblesse des garnisons de la FER, mais ils sont très vite battus. En conséquence le 4 avril, les chefs des armées blanches se réunissent à Harbin en Mandchourie pour préparer un plan contre l'Extrême-Orient et la Sibérie, tandis que les armées blanches s'arment des dépôts d'armes laissés par les légions tchécoslovaques après leur départ. À ce moment-là, le gouvernement de la FER est très impopulaire, la FER ne pouvant par ailleurs pas appliquer son programme et devant tolérer les blancs à cause des Japonais. Le 24 mai à Nikolsk-Oussouriïsk, un détachement rouge veut arrêter des Kappelites (des blancs), mais ces derniers les repoussent. La police municipale d'Oussouriïsk laisse les Kappelites s'armer, car ne voulant pas s'impliquer dans le conflit.

## Déroulement
Le 26 mai 1921, à la suite des préparatifs, dès le matin, des groupes de personnes habillées en civils apparaissent dans les rues de Vladivostok. Ils possèdent des colis et sacs, qui se révèlent être des fusils. Pendant la journée, des fusillades se propagent dans la ville, et les Armées blanches attaquent les bâtiments gouvernementaux et autres installations clés de la ville. Seulement des ouvriers portuaires se sont soulevés face aux Blanc, mais c'était vain, et la Tchéka défendit de manière obstinée certains quartiers jusqu'à l'après-midi. Mais à 16 heures, la ville entière était aux mains des Armées Blanches,.
Le gouvernement du Conseil de Zemstvo, dirigé par Antonvo et Tseïltine, menèrent avec des marins et des petits groupes de partisans descendus des collines une longue lutte. Mais ils furent dans la journée battus, et le drapeau russe flottait sur la ville. Le coup d'État fut soutenu par les Japonais, qui voulait se retirer de l'Extrême-Orient russe, sans toutefois laisser la région aux communistes,.

## Conséquences
Après le coup d'État, le gouvernement provisoire de Priamour a été proclamé, dirigé par Spiridon Dionissevitch Merkoulov, et comprenant aussi Dmitri Antonovitch Lebedev et le frère du dirigeant Nikolaï Dionissevitch Merkoulov, ce dernier occupant le poste de ministre de la marine et des affaires étrangères. L'amiral Stark devint lui le chef de la flottille militaire sibérienne (ru). Ils créèrent  organe exécutif - le Conseil des chefs de département, et une Assemblée populaire élu par la population du Primorié,.